# Afromental
Afromental це польська поп-група з Ольштина. Група грає в таких стилях: фанк, регі, R&B, hip-hop i соул.
Вони випустили п'ять синглів: «I've Got What You Need» (2007), «Thing We've Got» (2008), «Happy Day» (2008) «Pray 4 Love» (2009) і «Rollin' With You»(2011). Також випустили три повноцінних альбоми: The Breakthru, The B.O.M.B., Playing with Pop.
| Валторна | Це незавершена стаття про музичний колектив. Ви можете допомогти проєкту, виправивши або дописавши її. |